# Khenifra
Khenifra (arabă خنيفرة) este un oraș în centrul Marocului.